# 范西特-泽尼克定理
范西特-泽尼克定理（英語：van Cittert–Zernike theorem）是相干性理论中的一个公式，它研究的是单色扩展光源光场的空间相干性。它表明了在一定条件下，一个远距离的非相干源共有相干方程的傅里叶变换等于它的复合能见度。这说明了一个不相干源的波前会在远距离相干地出现。如果我们在一个源前测量波前，我们的测量会被周围的源所主导。如果我们在远离该源的情况下做同样的测试，我们测量则不会被某一个源所主导，两个源几乎等量地对波前产生影响。
原因可以简单地被形象化，就像往一个平静的池塘内扔两块石头。在湖心附近，由两个石头带来的干扰非常复杂。当干扰传播至池塘边缘时，波会变得平滑并且看起来几乎是圆形的。
定理在1934年由范西特（P. H. van Cittert）得出，1938年泽尼克（Frits Zernike）做出了简略证明。